# Bacanius debilitans
Bacanius debilitans är en skalbaggsart som beskrevs av Thomas Casey 1893. Bacanius debilitans ingår i släktet Bacanius och familjen stumpbaggar. Inga underarter finns listade i Catalogue of Life.